# Dresserus sericatus
Dresserus sericatus är en spindelart som beskrevs av Tucker 1920. Dresserus sericatus ingår i släktet Dresserus och familjen sammetsspindlar. Inga underarter finns listade i Catalogue of Life.